# Hiroshima Kōho
Hiroshima Kōho (japanisch 広島 晃甫; geboren 23. November 1889 in Tokushima; gestorben 16. Dezember 1951) war ein japanischer Maler der Nihonga-Richtung.

## Leben und Werk
Hiroshima Kōho beschäftigte sich während seiner Schulzeit an der „Takamatsu Kōgei gakkō“ (高松工芸学校) mit Lackarbeiten studierte auch Malerei an der Kunstschule für westliche Malerei der Künstlervereinigung „Hakuba-kai“ (白馬会). Er gründete 1902 mit Yorozu Tetsugorō und anderen die „Absinth Association“ (アブサント会). 1912 schloss er sein Studium der Malerei in der Abteilung für „Japanische Malerei“ an der „Tōkyō bijutsu gakkō“ (東京美術学校), einer der Vorläufereinrichtungen der heutigen Universität der Künste Tokio ab. 1916 gründete er mit Hasegawa Kiyoshi und anderen den „Japan Print Club“ (日本版画倶楽部, Nihpn hanga kurabu).
1919 konnte Hiroshima auf der 1. „Teiten“ das Bild „Aoi no onna“ (青衣の女) – „Frau im blauen Kleid“ und ein weiteres Bild zeigen und gelangte damit in Sonderauswahl. Auf der 2. „Teizen“ wurde sein Bild „Yūgure no haru“ (夕暮の春) – „Frühlingsabend“ gleichermaßen ausgezeichnet. Er stellte weiter auf der „Shin-Bunten“ und der „Nitten“ aus.
1931 war Hiroshima auf der Ausstellung japanische Malerei 1931 in Berlin zu sehen.